# Barry Hearn

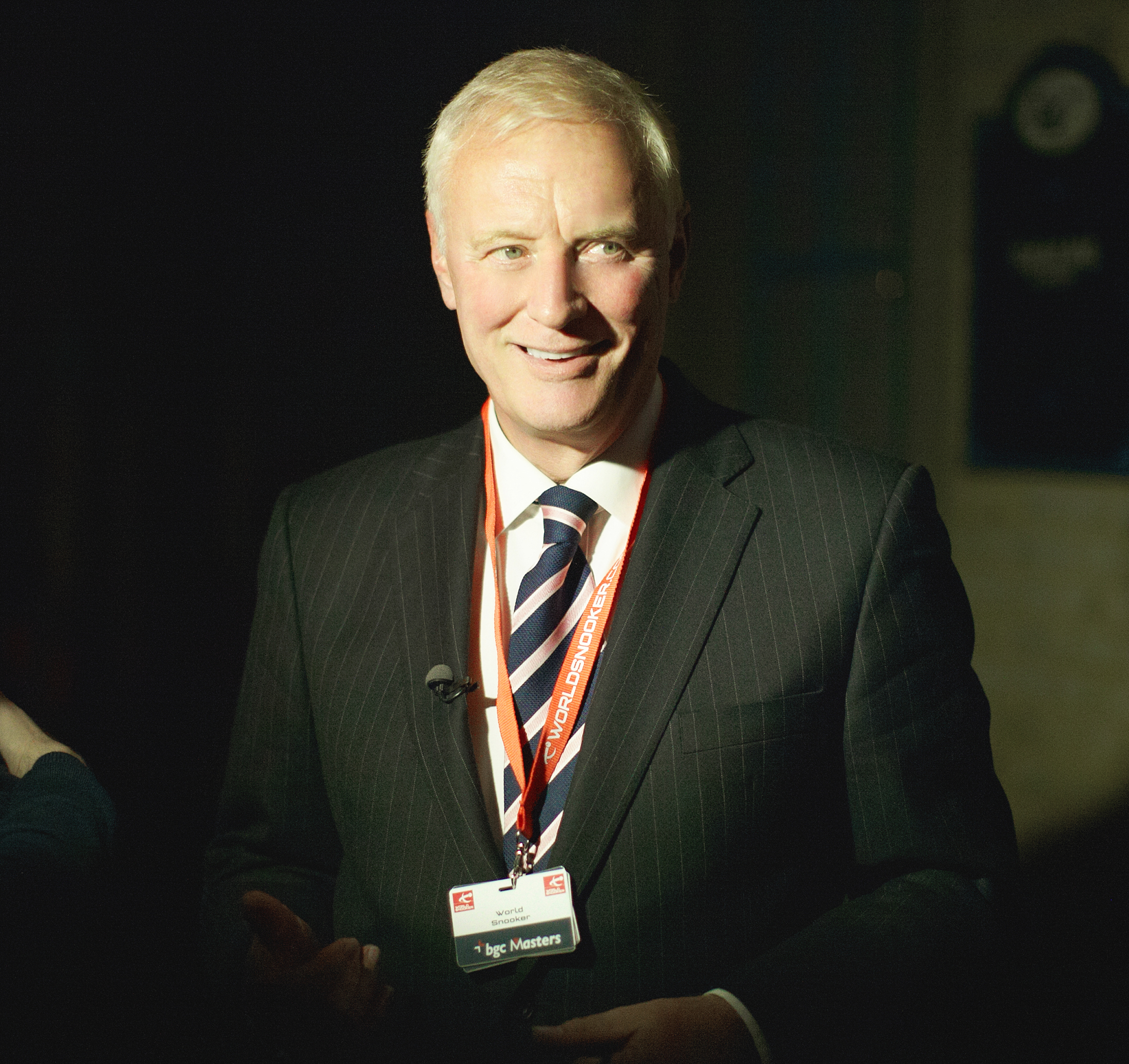
Hearn beim Masters 2012

Barry Maurice William Hearn OBE (* 19. Juni 1948 in Dagenham, London) ist ein ehemaliger britischer Sportfunktionär, -manager und -promoter. In den 1980er-Jahren prägte er als Manager von Steve Davis und anderer Spitzenspieler zusammen mit seiner Firma Matchroom Sport den Snookersport. Zum Ende der 1980er-Jahre wurde Hearn jedoch aus dem Snooker gedrängt und suchte sich andere Betätigungsfelder, unter anderem im Boxen und als Vorsitzender des Fußballvereines Leyton Orient. Als Manager von Phil Taylor kaufte er 2001 mehrheitlich die Professional Darts Corporation und wurde gleichzeitig Vorsitzender des Dartsverbandes. In den folgenden Jahren machte er den Sport profitabler und vermarktete ihn international. 2009 kehrte er zusätzlich zum Snooker zurück und wurde zunächst Vorsitzender der World Professional Billiards & Snooker Association, ehe er Geschäftsführer und mehrheitlicher Eigentümer des kommerziellen Arms des Weltverbandes wurde. In dieser Funktion gelang es ihm auch im Snooker, den Sport finanziell rentabler zu machen und ihn zu globalisieren. Nach gesundheitlichen Problemen zog sich der Multimillionär im April und Mai 2021 von seinen meisten Funktionen und Ämter zurück, die größtenteils sein Sohn Eddie Hearn übernahm.

## Karriere
Hearn wuchs in einer Sozialwohnung in Dagenham im Osten von London auf. Sein Vater arbeitete als Busfahrer, seine Mutter als Reinigungskraft. Bereits als Jugendlicher verdiente er Geld mit Aushilfsjobs. 1970 legte er seine Prüfung als Wirtschaftsprüfer ab und arbeitete danach einige Zeit für ein internationales Wirtschaftsprüfungs-Unternehmen. Danach war er kurzzeitig Finanzdirektor einer Investmentfirma und arbeitete ebenfalls kurz in der Mode- sowie in der Bauträgerindustrie. 1974 kaufte er Lucania, eine Kette von Snookerhallen. Hearn selbst kümmerte sich vor allem um die Halle in Romford. Kurz danach wurde er als Promoter bei Amateur-Snookerturnieren tätig. Snooker war zu dieser Zeit im Aufschwung. Über Vic Harris hörte er zu jener Zeit von einem aufstrebenden, lokalen Snooker-Talent namens Steve Davis. Nachdem sich die beiden bei einem Besuch von Davis in Hearns Snookerhalle im Jahr 1976 kennengelernt hatten, wurde Hearn 1978 Davis’ Manager. Davis wurde wenig später Profispieler und gewann in den 1980er-Jahren sechs Mal die Snookerweltmeisterschaft, wobei Hearn durch das Management von Davis finanziell von dessen Erfolg profitierte. Hinzu kam, dass er seine Lucania-Snookerhallen für über drei Millionen Pfund verkauft hatte. So konnte er 1982 sein eigenes Sportunternehmen namens Matchroom Sport gründen. Dieses benannte er nach einem so genannten Spiel-Raum in seiner Snookerhalle in Romford.
In den folgenden Jahren prägte er mit seinem Unternehmen die Snooker-Welt. So agierte er als Manager zahlreicher Spitzenspieler, darunter neben Davis Jimmy White, Dennis Taylor und Cliff Thorburn. Später managte er auch Ronnie O’Sullivan. Zudem veranstaltete er eigene professionelle Snookerturnieren, unter anderem in Asien, wo zuvor nicht wirklich Snookerturniere ausgetragen worden waren. In dieser Zeit war er im Snooker so sehr eingebunden, dass er die Geburt seines Sohnes Eddie verpasste. Zunehmend gab es aber Differenzen zwischen Hearn und dem Snooker-Weltverband, durch die sich Hearn weitgehend aus dem Snooker zurückzog. Allerdings blieb er Manager von Steve Davis. Anfang der 1990er-Jahre wäre er beinahe bankrottgegangen, als er den Fernsehsender Sky übernahm, was sich aber nicht so rentierte wie erhofft. Doch er erschloss sich neue Geschäftsfelder. So engagierte er sich mit seinem Unternehmen im Boxen, wo er wichtige Events in Großbritannien promotete. In späteren Jahren managte seine Firma unter anderem Anthony Joshua. Darüber hinaus engagierte sich Hearn auch im Poolbillard, im Golf, im Bowling (u. a.: Weber Cup), im Angeln, im Poker und in anderen Sportarten. Mehrere dieser Sportarten konnte Hearn als TV-Sportarten etablieren. Dabei arbeitete er mit jeglichen Fernsehsendern zusammen. Generell galt sein Interesse vor allem einfachen Freizeitsportarten. Mit der Zeit wurde Hearn der führende Sportpromoter des Vereinigten Königreiches.
1995 wurde Hearn zudem Vorsitzender des Fußballvereines Leyton Orient, den er mehrheitlich erwarb. Nach seinem Rückzug vom Amt des Vorsitzenden 2014 wurde er Vereinspräsident. 2017 trat er kurzzeitig von diesem Ehrenamt zurück, nachdem es zu Differenzen mit seinem Nachfolger als Eigentümer, Francesco Becchetti, gekommen war. Außerdem war Hearn Manager des Dartspielers Phil Taylor. 2001 übernahm er mit Matchroom Sport mehrheitlich die Professional Darts Corporation, deren Vorsitzender er wurde. Seit 2004 band er sukzessive seinen Sohn Eddie aktiv in die Unternehmensleitung bei Matchroom Sport ein, wobei Eddie Hearn zunächst unter anderen unternehmensintern als Manager und als Box-Verantwortlicher und extern als Geschäftsführer der PGA EuroPro Tour agierte. Derweil versuchte Hearn, die Professional Darts Corporation mit der British Darts Organisation wiederzuvereinigen. Ein entsprechendes Übernahmeangebot wurde 2009 aber ausgeschlagen. Davon abgesehen schaffte er es, den Dartsport international und medial intensiv zu vermarkten. Dafür mitentscheidend war seine Innovationskraft. Matchroom Sport baute er derweil zu einem Anbieter für Sportfernsehen aus.

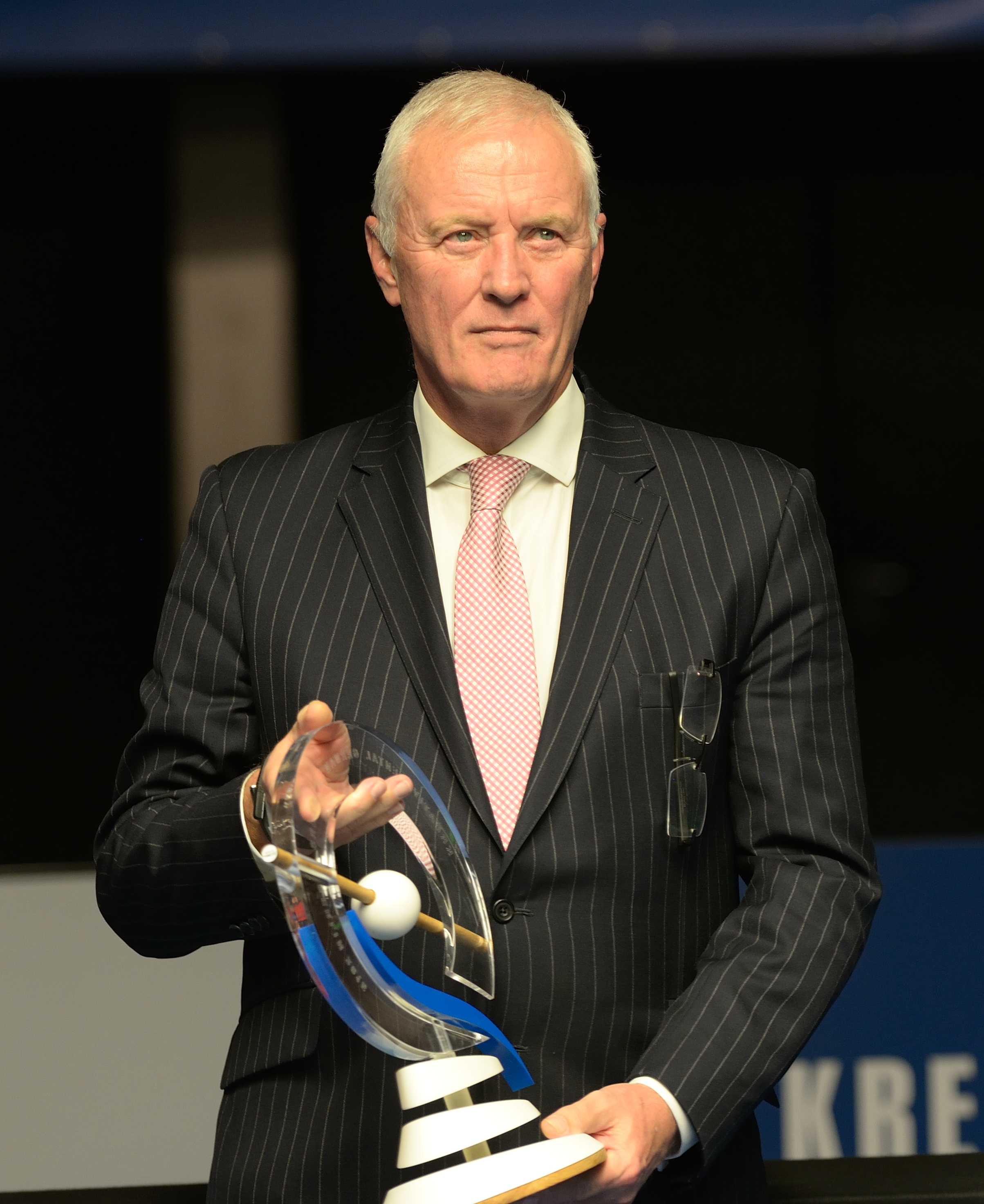
Hearn beim German Masters 2015

Ende der 2000er-Jahre war Snooker im Niedergang begriffen: die Anzahl der Turniere und die Menge des Preisgeldes waren drastisch gesunken. Ronnie O’Sullivan schlug schließlich Barry Hearn als potenziellen neuen Verbandschef vor, ein Vorschlag, der unter den Spielern durchaus Unterstützung fand. Hearn selbst sträubte sich anfangs, sagte jedoch zu, als sein Schützling Steve Davis ihn davon überzeugte. Hearn wurde so im Dezember 2009 zum Vorsitzenden der World Professional Billiards & Snooker Association und stellte wenig später ein Vorschlag zur Verbesserung der Situation des Sportes vor, der von den Spielern mit einer knappen Mehrheit angenommen wurde. So verzichtete Hearn zugunsten von Jason Ferguson auf den Verbandsvorsitz, im Gegenzug wurde er Chef des kommerziellen Armes des Weltverbandes World Snooker (später World Snooker Tour). Zugleich wurde Matchroom Sport Mehrheitseigentümer von World Snooker. In den folgenden Jahren erhöhte er, unter Einbeziehung von Matchroom Sport, die Anzahl der Turniere und das Preisgeld deutlich und erneuerte damit den Sport. Zudem war Hearn maßgeblich an der zunehmenden Globalisierung des Sportes beteiligt. Hearn selbst war mittlerweile Multimillionär geworden. 2014 wurde sein Vermögen auf etwa 30 Millionen Pfund geschätzt; die Sunday Times Rich List schätzte 2020 das Vermögen der gesamten Hearn-Familie sogar auf 158 Millionen Pfund.
Im April 2020 erlitt Hearn einen leichten Herzinfarkt. Es war bereits Hearns zweiter Herzinfarkt. Anfang Oktober 2020 wurde er positiv auf COVID-19 getestet. Im April 2021 gab er im Crucible Theatre in Sheffield, dem Spielort der Snookerweltmeisterschaft, seinen weitgehenden Rückzug aus vielen Ämtern bekannt. Hearns Rückzug fiel damit in einen Zeitraum, in dem sich der erste WM-Gewinn von Steve Davis zum 40. Mal jährte. Davis hatte bereits 2016 seine Karriere beendet. Als Nachfolger bei Matchroom Sport bestimmte er seinen Sohn Eddie, der gleichzeitig seine bisherigen Tätigkeiten behielt und zusätzlich unter anderem Vorsitzender der Professional Darts Corporation wurde. Auch seine Tochter Katie wurde in die Firmenführung mit eingebunden. Bei der World Snooker Tour folgte ihm im Anschluss an die Snookerweltmeisterschaft 2021 Steve Dawson nach. Hearn selbst kündigte an, weiterhin als Berater und Präsident bei Matchroom Sport agieren zu wollen.
Bereits 1987 erhielt Hearn ein Preis für seine „Services to Snooker“ von der Snooker Writers Association. 2013 wurde Hearn für seine Verdienste ums Poolbillard in die Hall of Fame des Billiard Congress of America aufgenommen. 2014 war er zum Ehrendoktor der University of East London ernannt worden. Im selben Jahr war er auch in die International Boxing Hall of Fame aufgenommen worden. 2018 wurde er für die Verdienste um den Snookersport in die Snooker Hall of Fame aufgenommen. Für seine Verdienste als Sportpromoter wurde Hearn im Rahmen der New Year’s Honours 2021 zum Officer of the Order of the British Empire ernannt. Nicht mal einen Monat später folgte seine Aufnahme in die PDC Hall of Fame im Darts.
Im Film The Rack Pack wurde er von Kevin Bishop gespielt.